# Chamaeza
A Chamaeza a madarak osztályának verébalakúak (Passeriformes) rendjébe és a földihangyászfélék (Formicariidae) családjába tartozó nem.

## Rendszerezésük
A nemet Nicholas Aylward Vigors ír zoológus írta le 1825-ben, az alábbi 6 faj tartozik:
- Chamaeza ruficauda
- Chamaeza meruloides
- Chamaeza mollissima
- Chamaeza turdina
- Chamaeza campanisona
- Chamaeza nobilis

## Előfordulásuk
Dél-Amerika területén honosak. Természetes élőhelyei a szubtrópusi vagy trópusi esőerdők és lombhullató erdők. Állandó, nem vonul fajok.

## Megjelenésük
Testhosszuk 20-22 centiméter körüli.